# Dora Özer
Dora Özer (Çanakkale, 1988/1989 - Kuşadası, provincia de Aydın, 9 de julio de 2013) fue una prostituta transexual turca. Asesinada apenas dos días antes que la sueca Eva Marree Kullander Smith en 2013, la muerte de Özer suscitó una oleada mundial de protestas en contra de la violencia contra las trabajadoras sexuales y las personas trans, y por la despenalización completa del trabajo sexual.

## Reseña biográfica
Dora Özer nació con el nombre de Hüseyin Uğur Özer en Çanakkale, junto al estrecho de los Dardanelos. Con 18 o 19 años, se escapó de casa y se mudó a Esmirna, donde, debido a las dificultades a la hora de encontrar trabajo que le provocaban su identidad de género, comenzó a ejercer el trabajo sexual. Debido al ambiente opresivo contra las prostitutas en Esmirna en ese momento, Dora se mudaría poco después a Kuşadası, una ciudad turística de la costa del Mar Egeo, donde permanecería durante varios años y empezaría una nueva vida, sin perder el contacto con sus seres queridos de otras ciudades. Si bien, al escaparse de casa había tenido problemas con sus familiares, en el momento de su muerte había arreglado su relación con ellos.

## Asesinato
Dora Özer fue asesinada por apuñalamiento a sus 24 años el 9 de julio de 2013, en su casa de Kuşadasi. Su cuerpo fue encontrado sobre las 19:00 de ese día por su compañera de piso, otra mujer trans identificada solamente como Hande. Su cadáver presentaba heridas de arma blanca en catorce lugares distintos de su cuerpo.
El asesino de Dora, identificado como Serdar Ö., un panadero de Kuşadasi de 22 años, fue detenido a las 10:00 AM del día siguiente. Habiéndolo identificado mediante grabaciones con cámaras de seguridad y por las declaraciones de testigos, la policía hizo una redada en su casa, donde encontraron el bolso, el teléfono móvil y el ordenador portátil de Dora. Serdar Ö. confesó el asesinato en un primer interrogatorio, explicando que él era un cliente de Dora, con la que discutió después de haber tenido relaciones sexuales, momento tras el cual la mató. Tras el interrogatorio, Serdar Ö. fue trasladado primeramente al Palacio de Justicia de Kuşadasi, y más tarde a la prisión de Söke.
El cuerpo de Özer fue llevado al Hospital Estatal de Kuşadasi para la realización de la autopsia. Sus amigos y su familia llevaron de vuelta sus restos a Kuşadasi, y, tras el oficio de una plegaria fúnebre en la Mezquita Hanım, la enterraron en el cementerio de Adalızade.

## Repercusiones
El asesinato de Özer, junto con el de Kullander Smith, generó una oleada de protestas a nivel mundial, que implicaron manifestaciones de trabajadoras sexuales en 36 ciudades ante las embajadas de Suecia y Turquía el 19 de julio. Si bien, la organización coordinadora de dichas manifestaciones fue el Comité Internacional por los Derechos de las Trabajadoras Sexuales de Europa, las manifestaciones en sí fueron llevadas a cabo por organizaciones locales de personas LGBT y trabajadoras sexuales.
La Red Global de Proyectos de Trabajo Sexual criticó la relación entre el asesinato de Özer y la regulación de la prostitución en Turquía. En ese país, las prostitutas sólo pueden trabajar en burdeles legalmente autorizados, siendo aquellas que trabajan por cuenta propia (ilegalmente) especialmente vulnerables, al tener que trabajar en entornos de alto riesgo. Pye Jakobsson y Carol Leigh se manifestaron contra el mismo estigma en su video Jasmine and Dora 4-Ever.
Dentro de Turquía, el asesinato de Özer provocó manifestaciones el viernes 12 de julio en Estambul, Ankara, Esmirna, Mersin, Adana, Diyarbakır y Eskişehir. En Estambul, la policía impidió a los manifestantes llegar a la Plaza Taksim. Ante la muerte de Dora, el activista Kemal Iffetsiz Asyu Ayrikotu, presidente de la asociación turca por los derechos de las trabajadoras sexuales Red Umbrella Sexual Health and Human Rights Association, destacó en una entrevista la motivación tanto transfóbica como putofóbica de su asesinato, y criticó la desprotección de las trabajadoras sexuales turcas y la exagerada asociación que se da en Turquía al pretender que las mujeres trans son prostitutas por definición. Pese a ser presionado por activistas LGBT, el Ministerio de Familia y Políticas Sociales de Turquía rehusó hacer comentarios ante la muerte de Özer.